# BC Rytas
Der BC Rytas Vilnius ist der wichtigste Basketballverein aus der litauischen Hauptstadt Vilnius. Er gehört neben Žalgiris Kaunas zu den zwei Top Basketball-Clubs in Litauen. Er spielt in der litauischen LKL und dauerhaft in den europäischen Klubwettbewerben. Den Namen stiftete die größte litauische Tageszeitung Lietuvos rytas, die unter anderem auch eigene Sporthalle und  Lietuvos rytas Television (mitsamt TV3) hat.

## Geschichte
BC Lietuvos rytas wurde 1964 in der Sowjetzeit unter dem Namen Statyba gegründet und nahm an 17 sowjetischen Meisterschaften teil. Die beste Platzierung war ein dritter Platz in der Saison 1978/79. Unter dem alten Namen nahm der Verein nach der Unabhängigkeit Litauens an vier LBL Meisterschaften teil. Auch hier war die beste Platzierung ein dritter Platz in der Saison 1993/94. 
Nach der Übernahme des Vereins durch die  größte litauische Tageszeitung Lietuvos rytas 1997 entwickelte sich der Club zum wichtigsten Gegenspieler des Traditionsklubs BC Žalgiris Kaunas in der nationalen Liga. Die beiden Teams machen die nationale Meisterschaft regelmäßig unter sich aus und spielen auch in den europäischen Wettbewerben eine tragende Rolle. Mit dem neuen Club-Sponsor stellten sich auch regelmäßige Erfolge ein. So konnte 2000 zum ersten Mal die litauische Meisterschaft gewonnen werden. Dieser Erfolg konnte 2002 wiederholt werden.
Am 15. Mai 2002 wurde die Anstalt Viešoji įstaiga "Krepšinio rytas" (Sitz: Ozo g. 14A, Vilnius) registriert. Sie wird von Martynas Purlys geleitet und beschäftigt 22 Arbeitnehmer (2016).
Weitere wichtige Schritte in der Geschichte des Vereins erfolgten im Jahr 2004. In diesem Jahr konnte die neue Avia Solutions Group Arena bezogen werden. Im gleichen Jahr gewann LRytas mit dem ULEB Cup seinen ersten europäischen Titel. Auch 2007 stand der Verein im Finale des ULEB Eurocups, scheiterte jedoch an Real Madrid. Das bisher erfolgreichste Jahr in der Geschichte des Vereins war das Jahr 2009, als man neben der litauischen Meisterschaft die BBL gewann und das Finale des ULEB Eurocups nach dem Sieg gegen BK Chimki für sich entschied. 

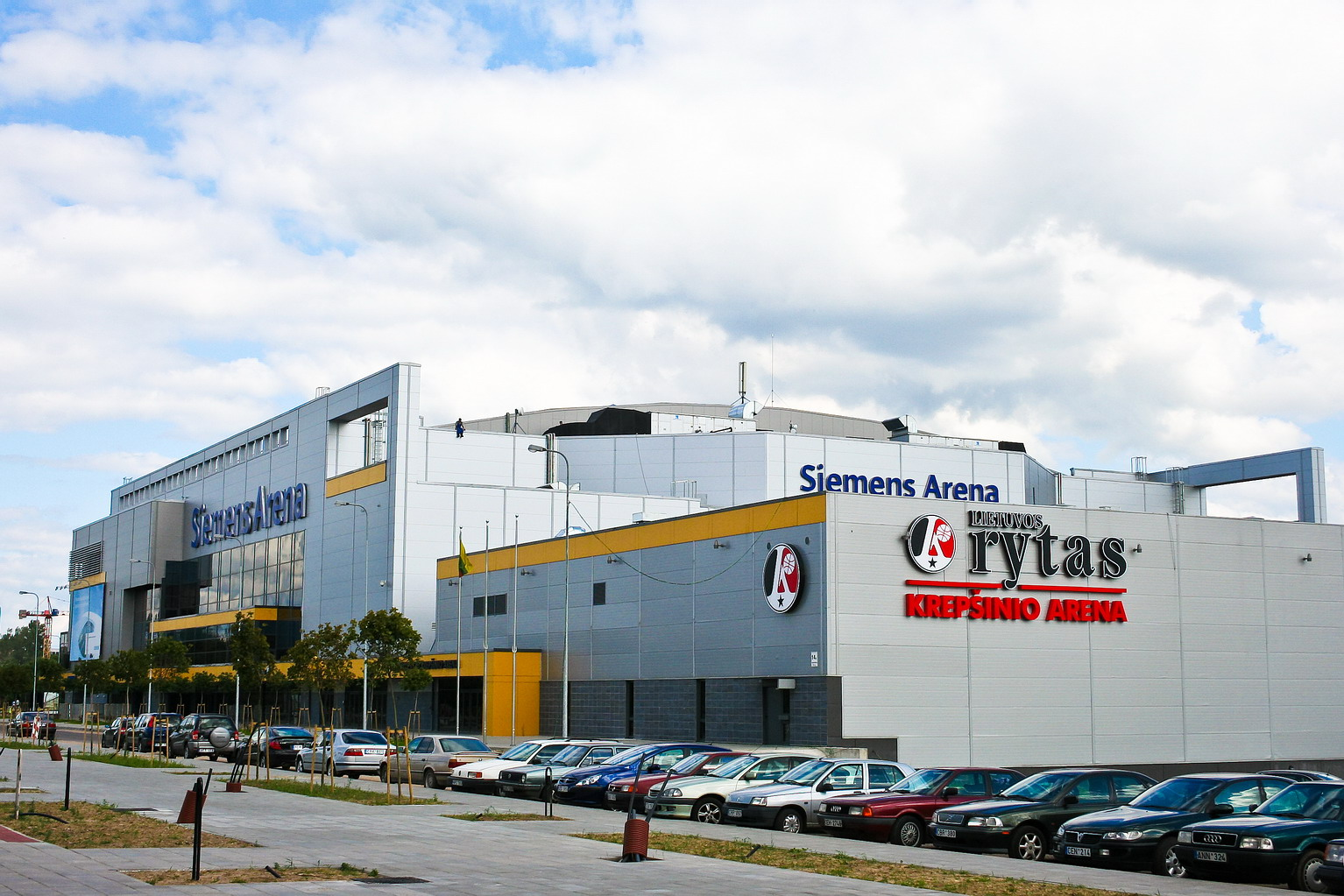
Im Vordergrund die Jeep Arena und dahinter die Avia Solutions Group Arena

## Erfolge

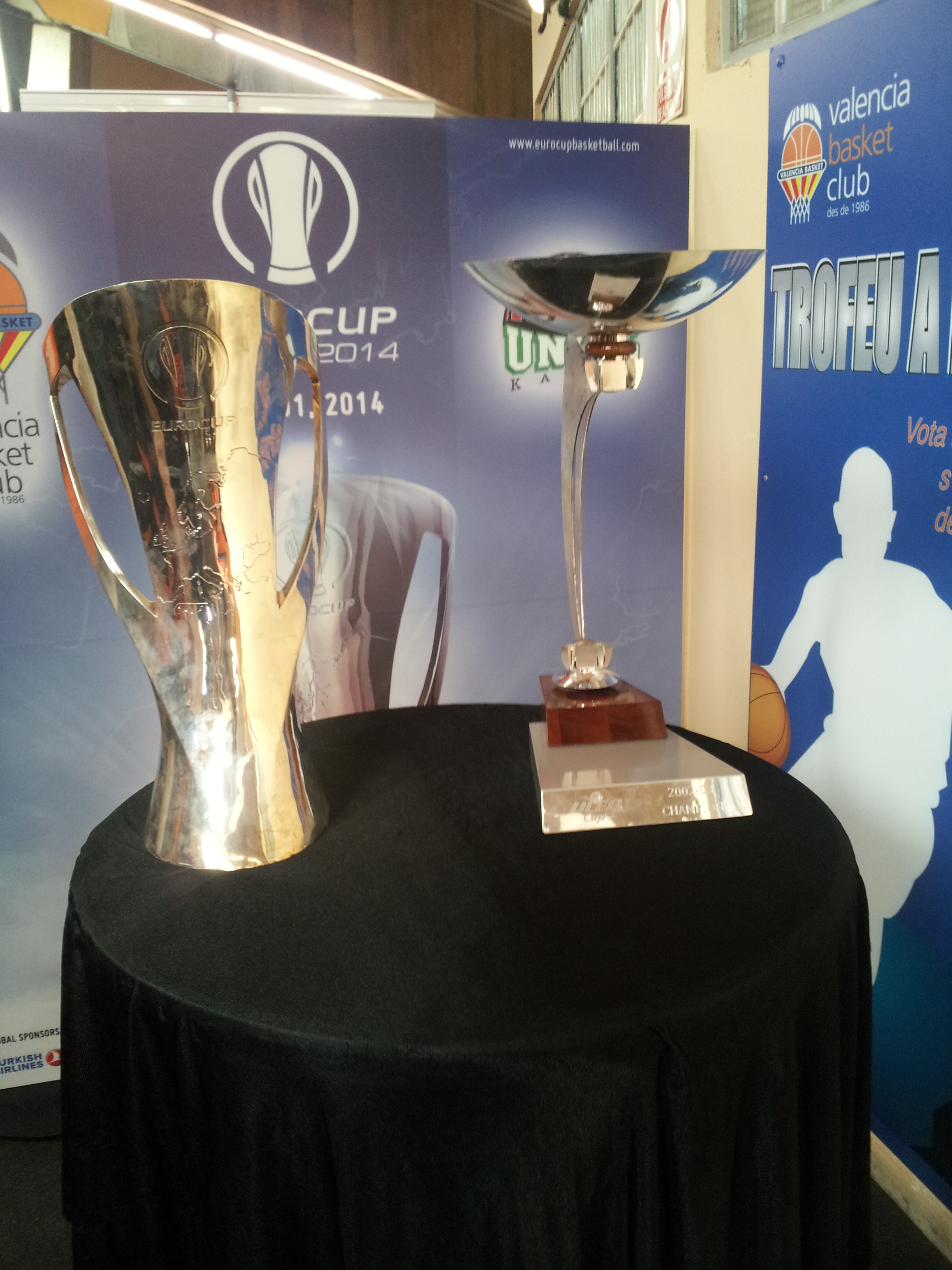
Lietuvos rytas gewann zweimal den Eurocup

- Gewinn des ULEB Cup/ULEB Eurocup: 2005, 2009
- Litauischer Meister: 2000, 2002, 2006, 2009, 2010, 2022
- Litauischer Pokalsieger: 1998, 2009, 2010
- Litauischer Königspokal: 2016, 2019
- Gewinn der NEBL: 2002
- Baltischer Meister 2006, 2007, 2009

## Spieler
Bekannte ehemalige Spieler:
- Šarūnas Marčiulionis
- Artūras Karnišovas
- Sarunas Jasikevicius
- Arvydas Macijauskas
- Kęstutis Šeštokas
- Ramūnas Šiškauskas
- Andrius Šležas (*  1975)
- Robertas Javtokas
- Simas Jasaitis
- Frederick House
- Tomas Delininkaitis
- Matthew Nielsen
- Jonas Valančiūnas

## Belege
1. ↑  Registerdaten